# امهرست جانکشن (ویسکانسین)
امهرست جانکشن، ویسکانسین (به انگلیسی: Amherst Junction, Wisconsin) یک Village (Wisconsin) و روستا در ایالات متحده آمریکا است که در شهرستان پورتیج واقع شده‌است.

## خصوصیات
امهرست جانکشن ۳٫۱۶ کیلومترمربع مساحت و ۳۷۷ نفر جمعیت دارد و ۳۳۸ متر بالاتر از سطح دریا واقع شده‌است.